# Monica Reyes
Monica Reyes è un personaggio della serie televisiva X-Files, interpretato da Annabeth Gish, con la voce italiana di Monica Gravina.

## Biografia del personaggio
Monica Reyes nasce in Messico, viene data in adozione e affidata a una famiglia messicana. Essendo cresciuta in Messico parla perfettamente lo spagnolo. Non si conoscono le cause della sua adozione, ma una volta cresciuta, Monica non ha mai tentato di mettersi in contatto con i suoi genitori naturali. Fin da bambina, dimostra una spiccata curiosità verso la scienza della numerologia.
Si laurea in folklore e mitologia all'università Brown di Providence, in Rhode Island (USA) e prende successivamente un master nello studio delle religioni. Entra nell'FBI nel 1990 e diventa agente speciale nella divisione di New York. Nel 1993 viene assegnata alla task force per il ritrovamento del figlio dell'agente John Doggett. Dopo tre giorni di ricerca, viene ritrovato il corpo senza vita del bambino, in un'area boschiva. L'agente Reyes è presente durante il ritrovamento e immediatamente ha una visione del corpo del piccolo che si trasforma in cenere.
Non sapendo dare una spiegazione alla visione, comincia comunque a pensare alla possibilità che stia sviluppando delle capacità psichiche. Il ritrovamento del figlio di Doggett sconvolge molto l'agente Reyes che dichiarerà in seguito che la ricerca del piccolo Luke è stato il caso più difficile del quale si sia mai occupata. Successivamente, viene assegnata alla sede di New Orleans dove si specializza sui delitti rituali e sulle attività sataniche, seguendo casi che riguardano questi argomenti.

## Gli X-Files
Nel 2001, l'agente John Doggett la contatta per chiederle una collaborazione riguardo ad un caso di sparizione di un gruppo di persone che sembrano essere state rapite dagli alieni. L'agente Reyes è convinta che il gruppo abbia creato una sorta di convinzione di massa che li ha portati a credere all'esistenza di una nave madre, una specie di religione fondata sugli extraterrestri. Il suo spirito di osservazione però la porterà anche a credere che il gruppo sia stato realmente rapito da entità extraterrestri, grazie ad alcune prove che vengono alla luce dopo il ritrovamento del corpo di un membro del gruppo scomparso. Durante la sua permanenza al bureau, prende parte a parecchi casi che riguardano fenomeni inspiegabili, non entrando comunque di fatto, nelle investigazioni degli X-Files, i quali rimangono affidati all'agente Scully e Doggett.
L'agente Reyes avrà un ruolo fondamentale nell'aiutare Dana Scully a partorire suo figlio, durante una rocambolesca fuga attraverso alcuni stati, per sfuggire da un gruppo di supersoldati, capitanati da Billy Miles, interessati alla sorte del piccolo. Successivamente, l'agente Doggett decide di chiederle di affiancarlo agli X-Files, dopo che viene scoperto un coinvolgimento della faccenda dei supersoldati con il direttore dell'FBI Kersh. L'agente Reyes accoglie la richiesta con molto entusiasmo, essendo sempre stata affascinata dei casi sui quali investiga la sezione degli X-Files.
L'agente Reyes continua il suo lavoro negli X-Files con l'agente Doggett fino all'arresto di Fox Mulder, accusato di aver ucciso un supersoldato. Monica Reyes testimonierà quindi in favore di Mulder, provocando un atto di ritorsione da parte dei vertici dell'FBI che chiudono nuovamente gli X-Files.
Successivamente viene convocata dall'Uomo che fuma che le propone un accordo: la sua salvezza, dall'estinzione virale della razza umana, in cambio della sua fedeltà. Monica accetta ritirandosi dall'FBI e confessando il tutto a Scully durante le fasi iniziali dell'annientamento virale.